# Brendan Winters
Brendan Winters (Denver, 9 maggio 1983) è un ex cestista statunitense, professionista in Europa.